# Ratsversammlung
Eine Ratsversammlung ist ein politisches Beratungs- und Beschlussgremium. Eine in Europa gebräuchliche Bezeichnung ist der Gemeinderat. Auch in Deutschland ist die Bezeichnung Gemeinderat (Deutschland) üblich; siehe hinsichtlich solcher Gremien jeweils dort für weiteres.
Bekannte Ratsversammlungen sind des Weiteren:
- die Madschlis al-Schura, Bahrain
- die Junta, Spanien
- die Loja Dschirga, Zentralasien (speziell Afghanistan)
- das Synhedrion in der Antike
- Lettischer Volksrat